# 크랙 매거진
크랙 매거진(영어: Crack Magazine)은 유럽 전역에 걸쳐 발행되는 월간 잡지로 음악 및 문화를 다루고 있다.
2009년 영국의 브리스틀에서 세워졌으며, 비요크, MF DOOM, 릴 야티, FKA 트위그스, 고릴라즈, 퀸스 오브 더 스톤 에이지 등의 음악가를 표지로 장식하였다.

## 역사
크랙 매거진은 2009년 그래픽 디자이너 제이크 애플비와 저널리즘 전공자 토마스 프로스트가 세웠다.
2012년에는 네 번째 음반 “Until The Quiet Comes”와 관련하여 플라잉 로터스와 처음으로 인터뷰를 진행한 인디펜던트 음악 잡지가 되었다.
2015년, 크랙은 베를린 에디션을 공개하였으며, 2017년에는 암스테르담 에디션을 런칭하였다.
2019년 5월, 잡지의 100호를 기념하며 라디오헤드의 프론트맨 톰 요크를 섭외하였다.